# Petaloconchus varians
Petaloconchus varians är en snäckart som först beskrevs av d'Orbigny 1841.  Petaloconchus varians ingår i släktet Petaloconchus och familjen Vermetidae.

## Underarter
Arten delas in i följande underarter:
- P. v. varians
- P. v. floridana
- P. v. nigricans